# Ubaye (Alpy Górnej Prowansji)

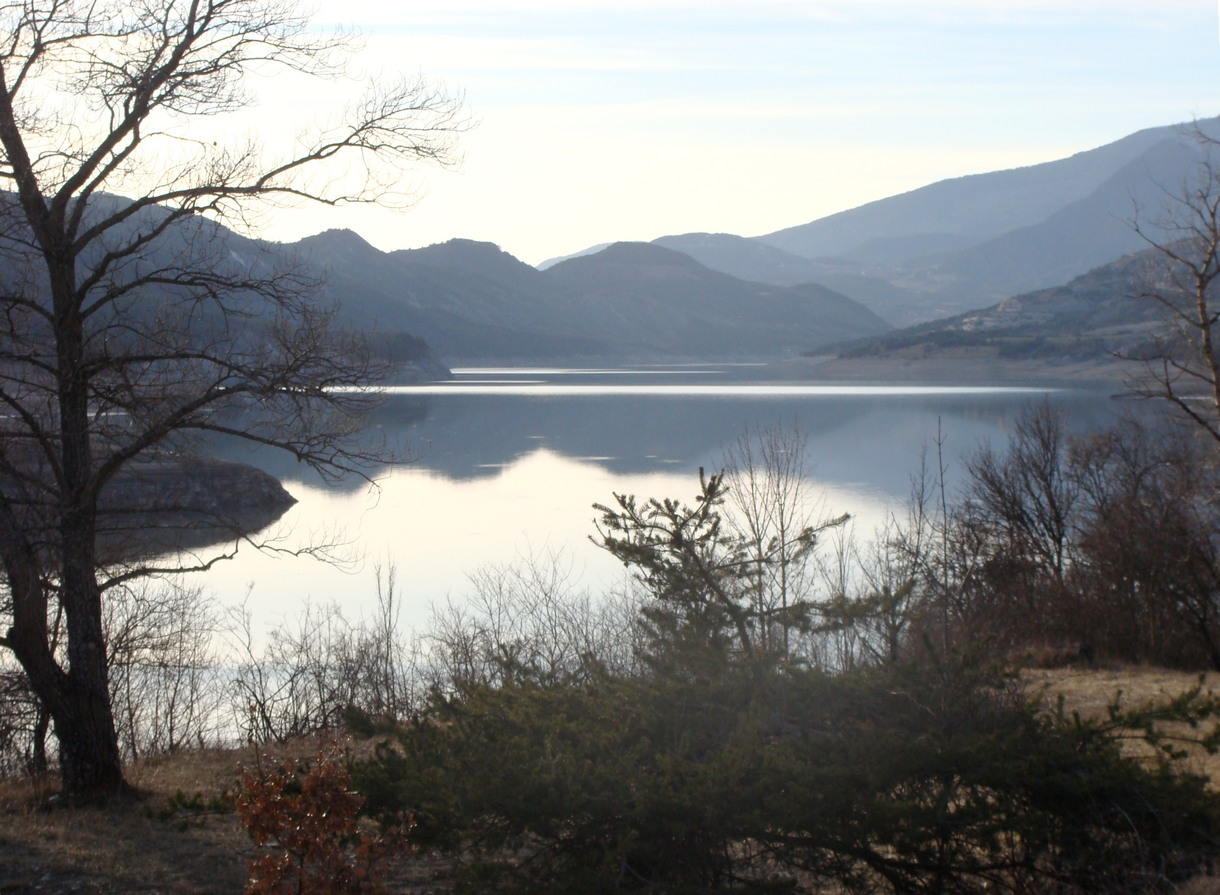
Jezioro Serre-Ponçon na wysokości dawnej miejscowości Ubaye

Ubaye – dawna gmina i miejscowość departamentu Alp Górnej Prowansji, położona w jego północnej części, w dolnej części doliny Ubaye, 29 kilometrów od Barcelonnette i 32 km od Gap. Gmina miała powierzchnią 15,45 km² Nazwa pochodzi z łacińskiego Ubagia, od sąsiedniej rzeki.
Gdy po zamknięciu w listopadzie 1959 r. zasuw nowo zbudowanej zapory Serre-Ponçon wody jeziora Serre-Ponçon zaczęły się podnosić, wieś Ubaye została zatopiona. Wtedy gmina została połączona z sąsiednią gminą Lauzet by utworzyć nową jednostkę nazwaną Le Lauzet-Ubaye.
Cmentarz Ubaye wybudowano przy głównej drodze 954 łączącej Savines i Barcelonnette, na wschód od jeziora. Zastąpił on zatopioną nekropolię i przypomina o zatopieniu wsi.